# Ana Maria Carvalho
Ana Maria Carvalho ou Anamaria Carvalho (Rio de Janeiro, 15 de setembro de 1947 – Rio de Janeiro, 3 de agosto de 2023), também conhecida como Mulher de Branco, por andar toda de branco pelas ruas segurando uma flor. Foi uma personalidade conhecida do bairro de Ipanema, zona sul do Rio de Janeiro e considerada musa da Bossa Nova.

## Biografia
Anamaria Carvalho era filha do radialista e jornalista Luís de Carvalho, falecido em 2008. Foi casada com o compositor, cantor, instrumentista e arranjador Marcos Valle, entre 1965 a 1969, quando viveu em Los Angeles, Califórnia.  Nesse período, conviveu com ícones do movimento da Bossa Nova, como Tom Jobim, Leila Diniz e Vinícius de Moraes. Após o fim do casamento com Marcos Valle, viajou por diversos países com Sérgio Mendes divulgando a Bossa Nova no exterior, chegando a tocar no Carnegie Hall, em Nova York. Ela dominava o inglês, o francês e o italiano. A partir da década de 1970, se envolveu com o movimento hippie em Arebempe (Bahia), experimentou LSD e, apesar de perambular pelas ruas, possuía um apartamento em Ipanema.

## Documentário
Em maio de 2009, chamou a atenção do jornalista Chico Canindé que, com o produtor produtor Álvaro Saad Peixoto, produziu o documentário "Anamaria – A mulher de branco de Ipanema" (2011), contando sua história, com depoimentos de amigos e familiares.

## Mulher de azul
A partir de 2013, Ana Maria mudou de cor. Segundo entrevista concedida ao G1, em 6 de setembro de 2013, vestia-se de branco porque sua avó falecera e o branco é o luto japonês.  Passou a usar azul por causa de uma música do cantor Wilson Simonal.

## Acidente
Segundo a coluna Gente Boa, d’O Globo, em 6 de janeiro de 2017, foi atropelada no dia 4 de janeiro de 2017, na rua Barão da Torre, em Ipanema. Quebrou o fêmur e foi internada no hospital Miguel Couto, na Gávea, zona sul do Rio de Janeiro.
Anamaria, morreu no dia 3 de agosto de 2023, aos 75 anos no Rio de Janeiro, vítima de uma pneumonia.